# Liuthard von Reichenau
Liuthard, auch Liuthardus, (* im 9. Jahrhundert; † Februar 934 in Reichenau) war von 926 bis 934 Abt des Klosters Reichenau.

## Leben
Liuthard war Reichenauer Mönch. 922 wurde er durch Herzog Burchard II. zunächst zum Probst ernannt und die Mönche der Reichenau verbannt. 926 erfolgte nach dem Tod von Abt Heribrecht die Einsetzung als 21. Abt der Reichenau.
934 wurde dem Abt Liuthard der Knabe Wolfgang (der spätere Bischof von Regensburg und katholische Heilige) zur Ausbildung in das Kloster Reichenau gegeben. Liuthard starb kurz darauf.